# Kaple Narození svatého Jana Křtitele (Výrava)
Kaple Narození svatého Jana Křtitele je římskokatolická kaple v obci Výrava, farnosti Černilov.

## Historie
Novobarokní kaple byla postavená v letech 1906–1907 na místě původní kapličky z 18. století zasvěcené Panně Marii. Stavba na půdorysu obdélníka s užším, pravoúhle zakončeným presbytářem, má plochostropou loď a křížově zaklenuté kněžiště. V roce 1907 byly do věže umístěny dva zvony, z nichž jeden byl zrekvírován za 1. světové války. Druhý zvon od pražského zvonaře Arnošta Diepolda s nápisem „Panně Neposkvrněné věnují katolíci Výrovští“ byl místními občany tajně sejmut. V roce 1921 byl občany zakoupen druhý zvon, oba však byly 10. dubna 1942 zrekvírovány. Nové zvony od zvonaře Šafaříka ze Lhoty pod Strání byly pořízeny a na věž vyzvednuty 9. října 1966. Zároveň byla kaple po rekonstrukci znovuvysvěcena královéhradeckým kapitulním vikářem Václavem Javůrkem. Další rekonstrukce kaple proběhla v létě roku 2000 na náklady obce, kdy byla opravená střecha, fasády, vchod kaple i okolní komunikace v celkové částce 850 tisíc Korun. Slavnostní vysvěcení obnovené kaple tehdejším královéhradeckým biskupem Dominikem Dukou proběhlo v sobotu 7. října 2000. Zatím poslední rekonstrukce kaple, zejména interiéru, proběhla na začátku roku 2022 z financí farnosti Černilov a z veřejné sbírky vypsané obcí v předcházejícím roce.

## Bohoslužby
Bohoslužby se konají poslední pondělí v měsíci v 17.00, v době letního času v 18.00 h.